# Poa gandogeri
Poa gandogeri là một loài thực vật có hoa trong họ Hòa thảo. Loài này được Fedde miêu tả khoa học đầu tiên năm 1910.